# OpenIndiana
OpenIndiana is een gratis en open source Unix-achtig besturingssysteem gebaseerd op illumos.

## Ontstaan
Na de overname van Sun Microsystems door Oracle, werd de ontwikkeling van Indiana (een voormalige OpenSolaris-distributie) vernoemd naar Solaris Express. Voormalige gebruikers en vrijwillige ontwikkelaars die zich in een gemeenschap hebben georganiseerd om de toekomst van OpenSolaris te beïnvloeden, hebben vervolgens het Illumos-project opgericht met als doel de laatste gepubliceerde OpenSolaris-code verder te ontwikkelen. Bij OpenIndiana worden eindgebruikers op basis van Illumos voorzien van een compleet besturingssysteem.

## Relatie met Oracle
OpenIndiana is technisch gezien een fork, maar ook een geestelijke voortzetting van OpenSolaris. Het project probeert een 'System V'-serie besturingssysteem te leveren die binair compatible is met Oracles Solaris 11-producten. In tegenstelling tot OpenSolaris, dat gebaseerd is op OS/Net, is OpenIndiana gebaseerd op illumos.
De broncode van OpenIndiana was voorheen grotendeels gebaseerd op openlijk gepubliceerde code van Oracle. Dit is niet meer het geval vanaf de oi_151a builds, die vanaf september 2011 nu zijn gebaseerd op illumos. Het project wijkt hiermee steeds verder af van Oracle-gereedschappen zoals Sun Studio.